# Pure (programma televisivo)
Pure è stato un programma televisivo italiano andato in onda su Coming Soon Television dal 2008 al 2012, dedicato al mondo del cinema. Era ideato e prodotto da Mariofilippo Brambilla di Carpiano, Alberto Caetani, Eugenio Della Chiesa di Cervignasco della società Les Etoiles - Communications.
Il programma si occupava di spettacolo, star system e show business internazionale, in particolare nell'ambito del cinema. Trasmetteva trailer, interviste, anteprime, junket, backstage, eventi glamour e altre curiosità sui principali festival del cinema internazionali, tra cui Cannes 2008, Venezia 2008 e Cannes 2009. Era dedicato anche al lifestyle e al mondo del lusso, con servizi relativi a sfilate di moda, design, tendenze, grandi eventi mondani ed eventi sportivi come trofei di Polo, di Tennis e gran premi automobilistici.
Ogni puntata, della durata di circa 15 minuti, andava in onda in lingua inglese ed era divisa in tre parti, intitolate "Passion", "Glamour" e "Style". La parte "Passion" era dedicata alle interviste con le celebrità del cinema, ai red carpet e alle anteprime dei film; la parte "Glamour" era un reportage sui grandi eventi mondani dei festival; mentre la parte "Style" era dedicata alla macchina organizzativa dei film festival, con interviste ai protagonisti quali CEO delle aziende sponsor, produttori cinematografici e stilisti.